# S-процесс
s-Процесс или медленный процесс захвата нейтронов — это процесс образования более тяжёлых атомных ядер из более лёгких путём последовательного захвата нейтронов. Характерное время протекания s-процессов много больше периода β-распада, поэтому в них включаются либо стабильные ядра, либо β−-радиоактивные ядра, имеющие большие периоды полураспада. Исходным элементом в s-процессе служит изотоп железа 56Fe.

## Протекание s-процесса в звёздах
Для эффективного протекания s-процесса в звёздах необходимы следующие условия:
- Температура вещества должна быть больше 108 K для того, чтобы могли происходить ядерные реакции с образованием нейтронов.
- Концентрация нейтронов должна превышать 1010 см−3.
- Указанные температуры и плотности должны сохраняться в течение достаточно продолжительного времени (больше 103 лет), чтобы путём последовательного захвата нейтронов могли образовываться тяжёлые ядра.
- Продукты s-процесса должны эффективно выноситься во внешнюю оболочку звезды и попадать в межзвёздную среду без дальнейших ядерных реакций.
- При неограниченном времени протекания реакций s-процесс завершится на самом тяжёлом стабильном (точнее, очень долгоживущем) нуклиде висмуте-209: первый радионуклид, идущий после висмута, полоний-210, распадается на свинец-206.